# シスコ・ナダル
シスコ・ナダル（Xisco Nadal）こと、フランシスコ・セバスティアン・ナダル・マルトレル（Francisco Sebastián Nadal Martorell, 1986年6月27日 - ）はスペイン・パルマ・デ・マヨルカ出身の元サッカー選手。現役時代のポジションはFW。

## 経歴
ナダルはビジャレアルCFの下部組織出身で、2003年2月2日のCAオサスナ戦でデビューした。同年6月15日のRCDエスパニョール戦では16歳11ヶ月18日でゴールを決め、リーガ・エスパニョーラの当時最年少ゴール記録を作った。2002-03シーズンは途中出場で5試合に出場した。ビジャレアルCFではUEFAチャンピオンズリーグ出場も経験したが、思うような出場機会が与えられず、2003-04シーズンはセグンダ・ディビシオン（2部）のCDヌマンシアにレンタル移籍した。途中出場がメインだったが15試合に出場し、プリメーラ・ディビシオン昇格を果たした。その後もレアル・ムルシアやエルクレスCFなどレンタル先を転々とした。2008年にはグラナダ74CFに完全移籍したが、セグンダ・ディビシオンB（3部）に降格した。その後レバンテUDに移籍した。
スペインU-17代表としては、2003年のUEFA U-17欧州選手権で準優勝した。また、同年のFIFA U-17世界選手権では決勝でブラジルに敗れた。

## 所属クラブ
- ビジャレアルCF B 2001-2006
- ビジャレアルCF 2003-2007

→ CDヌマンシア 2004
→ レアル・ムルシア 2005
→ エルクレスCF 2006-2007
- グラナダ74CF 2008
- レバンテUD 2008-2011
- アルケリエスCF 2011-2014
- ビナロスCF 2014-2015
- CDセゴルベ 2015-2016
- CDローダ 2016-2018